# Otto Faust (Politiker)
Otto Faust (* 27. Februar 1897 in Berlin; † 23. April 1955 in Berlin (West)) war ein deutscher Politiker (SPD). Er war Stadtverordneter in Berlin und Oberbürgermeister von Weimar. Er flüchtete 1949 in den Westen.

## Leben
Faust befand sich noch in der Lehrerausbildung, als er 1914 zum Kriegsdienst eingezogen wurde. Er blieb bis 1918 Soldat im Ersten Weltkrieg. 1919 trat er der SPD bei, schloss seine Ausbildung ab und wurde 1920 als Lehrer eingestellt. Er war in der Freidenkerbewegung und im Vorstand des Bundes der freien Schulgesellschaften aktiv. Faust war Mitglied der Arbeitsgemeinschaft sozialdemokratischer Lehrer und Lehrerinnen Deutschlands und später der Gewerkschaft Deutscher Volkslehrer (GDV), 1927 wurde er in die Pressekommission beim Vorstand der GDV berufen. 1932 gründete er eine eng mit dem Arbeiter-Turn- und Sportbund zusammenarbeitende Freie Lehrersportvereinigung. 1930 wurde er Rektor der weltlichen Sammelschule in der Putbusser Straße im Wedding, an deren Gründung er zuvor maßgeblich beteiligt gewesen war. 
Von 1929 bis 1933 war er Stadtverordneter für den Wahlkreis 15 Weißensee, Pankow, Reinickendorf. Bei den vorgezogenen Neuwahlen im März 1933 wurde er als Stadtverordneter wiedergewählt. Da er kurz vorher zum Kreisvorsitzenden der SPD in seinem Wohnbezirk Weißensee gewählt worden war, musste er sich von März bis Oktober 1933 täglich bei der Polizei melden. Sein Mandat als Stadtverordneter legte Faust bereits Ende März 1933 nieder, weil er durch die Meldepflicht in seiner Bewegungsfreiheit stark eingeschränkt war. Im Herbst 1933 wurde er von den Nationalsozialisten aus politischen Gründen aus dem Schuldienst entlassen. Das ihm zustehende Ruhegehalt wurde gekürzt. Im November 1933 wurde sein Haus durchsucht und Faust festgenommen. Er wurde auf dem Polizeipräsidium misshandelt und für einige Tage festgehalten. 
Faust war bis 1937 fast durchgängig arbeitslos. Eine Stelle als ungelernter Fabrikarbeiter bei der Firma Alfred Teves in Berlin-Wittenau musste Faust im Sommer 1936 nach einigen Wochen wieder aufgeben. Die Gestapo hatte seine Entlassung gefordert, da der Betrieb Aufträge für den Flugzeugbau erledige und „Staatsfeinde“ dabei nicht eingesetzt werden dürften. Er fand später für kurze Zeit eine Anstellung als Versicherungsvertreter. Erst 1938 fand er eine längerfristige Arbeit in einer Fabrik für Fernmeldetechnik, deren Inhaber sich auch weigerte, ihn zu entlassen, als dies von der Deutschen Arbeitsfront gefordert wurde. 1944 wurde Faust mit dieser Firma nach Zittau evakuiert. Dort wurde er im August 1944 im Rahmen der „Aktion Gewitter“ verhaftet und für zehn Tage im Gefängnis des Amtsgerichts festgehalten. Danach kam er frei, weil sein Betrieb mit Unterstützung des Rüstungskommandos Einspruch gegen seine Verhaftung erhob. Der Betrieb wurde 1945 nach Thüringen verlagert. 
Nach der Befreiung vom Nationalsozialismus stellte der von der verantwortlichen US-Militärverwaltung mit dem Aufbau einer Zivilverwaltung beauftragte Hermann Brill Faust zunächst als stellvertretenden Landrat ein, im November 1945 wurde Faust zum Oberbürgermeister von Weimar ernannt. 
Faust beteiligte sich an der Wiedergründung der SPD in Thüringen und wurde 1946 mit der Zwangsvereinigung von SPD und KPD zur SED Mitglied der SED. Nach der ersten Gemeindewahl im Oktober 1946 löste ihn Gerhard Hempel (LDP, 1903–1991) als Weimarer Oberbürgermeister ab. Faust arbeitete noch bis 1948 in verschiedenen Ämtern im Dienst des Landes Thüringen. Im Januar 1947 übernahm er das Amt für Neubürger im thüringischen Ministerium des Innern. In dieser Position exponierte Faust „sich zu stark für eine Politik eindeutiger Vertriebenenförderung, mit der er nicht nur den Landeshaushalt, sondern auch die Umverteilungsbereitschaft der einheimischen Bevölkerungsmehrheit überforderte“. Auf der Eisenacher Konferenz der Zentralverwaltung für deutsche Umsiedler (ZVU) am 16./17. Juni 1947 wurde Faust von ZVU-Vizepräsidenten Philipp Daub scharf kritisiert, da er die wirtschaftliche Überlebenskraft der SBZ negativ einschätzte und sich für die Annahme westlicher Wirtschaftshilfe aussprach. Nach sowjetischer Kritik an seiner Amtsführung wurde Faust im September 1947 auf den Landratsposten in Hildburghausen abgeschoben. Faust geriet immer mehr in Gegensatz zur Linie der SED, die ihn schließlich wie viele andere frühere Sozialdemokraten 1948 aus der Partei ausschloss. Faust kehrte nach Berlin zurück und floh im Mai 1949 von Weißensee in den Westteil der Stadt. Dort wurde er wieder Schulleiter im Bezirk Wedding.